# Saikai nationalpark
Saikai nationalpark (西海国立公園 Saikai Kokuritsu Kōen?) är en nationalpark i Nagasaki prefektur på den nordvästra delen av ön Kyushu i Japan. Nationalparken består av kustlandskap och över 400 öar, både stora och små, däribland Kujuku-öarna väster om staden Sasebo. Kujuku-öarna är en arkipelag med över 200 småöar. Delar av staden Sasebo, som ligger på Kyushu, med anknytning till stadens historia som viktig hamn och flottbas, ingår i nationalparken. Nationalparken inkluderar också områden på öarna Hirado, Ikitsuki och Gotoöarna. En stor del av parken är marin. De marina miljöerna är mycket varierande, från sjögräsbäddar till korallområden.
Nationalparken är känd för de natursköna vyerna över öarna och även för olika sevärda geografiska formationer, som dränkta dalar (under havet sänkta dalar, se ria), branta klippor med pelarförklyftning, vackert vågeroderade klippor och vulkaniska landformer.
Saikai nationalpark inrättades 1955.

## Flora och fauna
Floran i Saikai nationalpark är rik med både tempererade palearktiska och subtropiska arter. Bland de marina miljöerna finns sjögräsbäddar med sjögräs och dybladsväxter och den marina floran inkluderar också bland annat Sargassum fulvellum, Ecklonia cava och Padina arborescens (brunalger), Codium spp., Halimeda spp., (grönalger) och Corallina spp. (kalkalg, rödalg). Kustmiljöerna varierar från lerstränder till klippstränder, vilket ger en varierad strandnära vegetation. Landmiljöerna inkluderar bland annat gräsmarker som hålls öppna genom bränning och skogar. De skogar som finns är mestadels sekundära skogar (skog som någon gång påverkats av människor genom avverkning eller viss avverkning) med lövträd som Castanopsis sieboldii, stenvedsek (Quercus phillyreoides) och kamelia (Camellia japonica). Många andra arter av lövträd typiska för södra Japan förekommer också, liksom rododendron (mindre rododendron kan kallas azaleor) vars blommning på berget Nagushiyama är en sevärdhet. Exempel på barrträd som förekommer i nationalparken är japansk tall (Pinus densiflora), japansk svarttall (Pinus thunbergii),  kryptomeria (Cryptomeria japonica) och japansk ädelcypress (Chamaecyparis obtusa). Japansk kottepalm (Cycas revoluta), som är endemisk för södra Japan, förekommer också. Praktlilja (Lilium speciosum) är en annan växt i parken vars blomning är en sevärdhet.
Faunan i Saikai nationalpark innehåller en mångfald av marina djur. Särskilt runt Gotoöarna finns fina korallområden med stenkoraller som Acropora spp., Porites lutea (synonym Porites tenuis) och Dipsastraea speciosa (synonym Favia speciosa). Hornkoraller som Litophyton chabrolii (synonym Nephthea chabrolii), Stereonephthya japonica, Melithaea japonica (synonym Melithaea flabellifera) och Anthoplexaura dimorpha och svartkoraller som Myriopathes japonica (synonym Antipathes japonica) förekommer också. Många arter av fiskar kan ses i vattnen däribland Pomacentrus coelestis (frökenfisk), Amphiprion clarkii (clownfisk), Pseudolabrus japonicus och Thalassoma cupido (läppfiskar) och Microcanthus strigatus. Den sällsynta dolksvansen Tachypleus tridentatus förekommer också.
Nationalparken är också känd för att många migrerande fåglar stannar till i eller flyger över området. Ett exempel är tofsbivråk (Pernis ptilorhynchus) (vid Osezaki på Gotoöarna) och kinesisk hök. Kragalka (Synthliboramphus antiquus), korallhäger (Egretta sacra sacra) och svartstjärtad mås (Larus crassirostris) är exempel på andra fåglar som kan ses inom nationalparken.
Sikahjort (Cervus nippon nippon) finns inom nationalparken.

## Bildgalleri

Saikai nationalpark
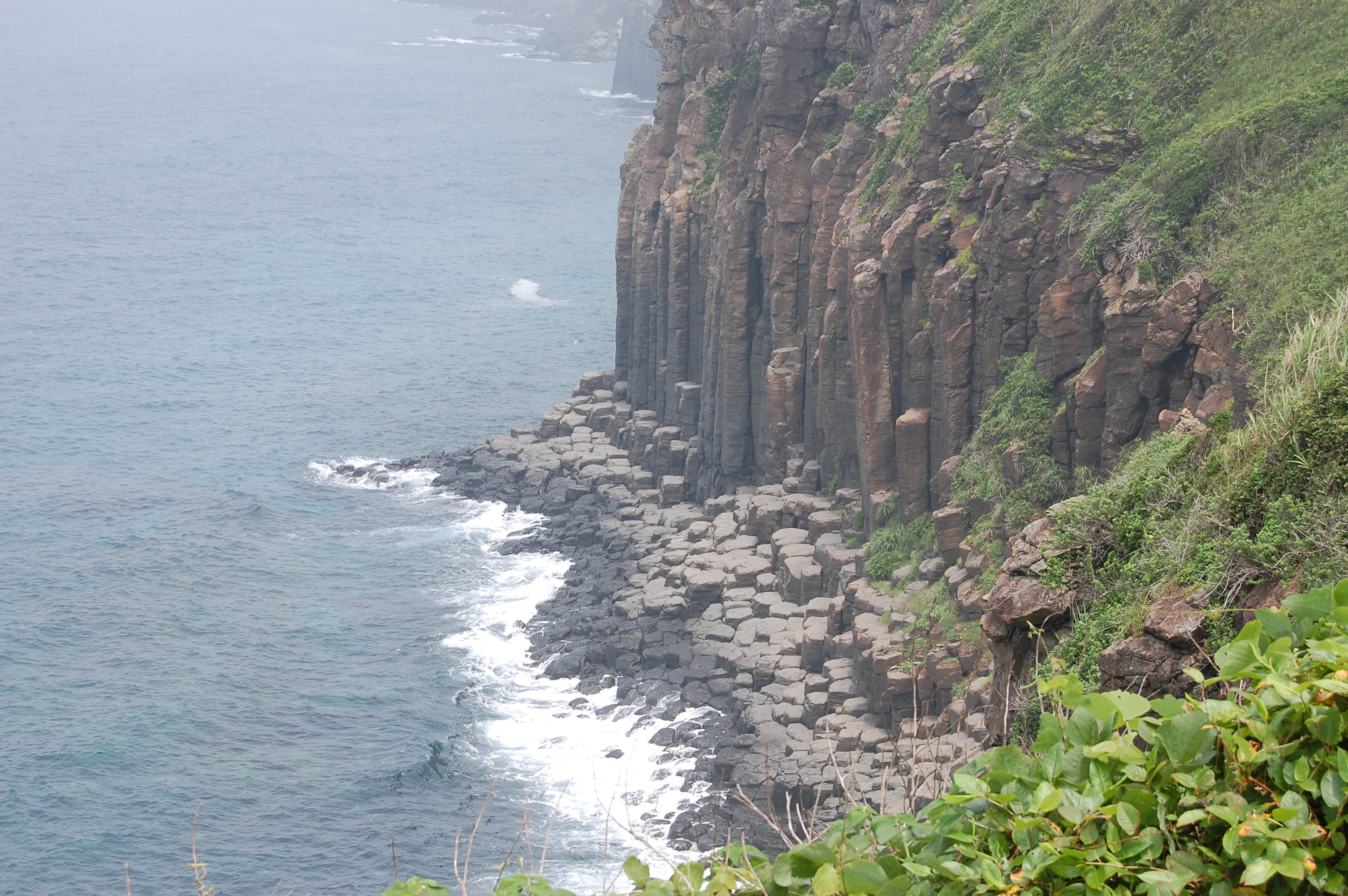
Shiodawara-klipporna längs ön Ikitsukis nordvästra kust. Här ses pelarförklyftning.
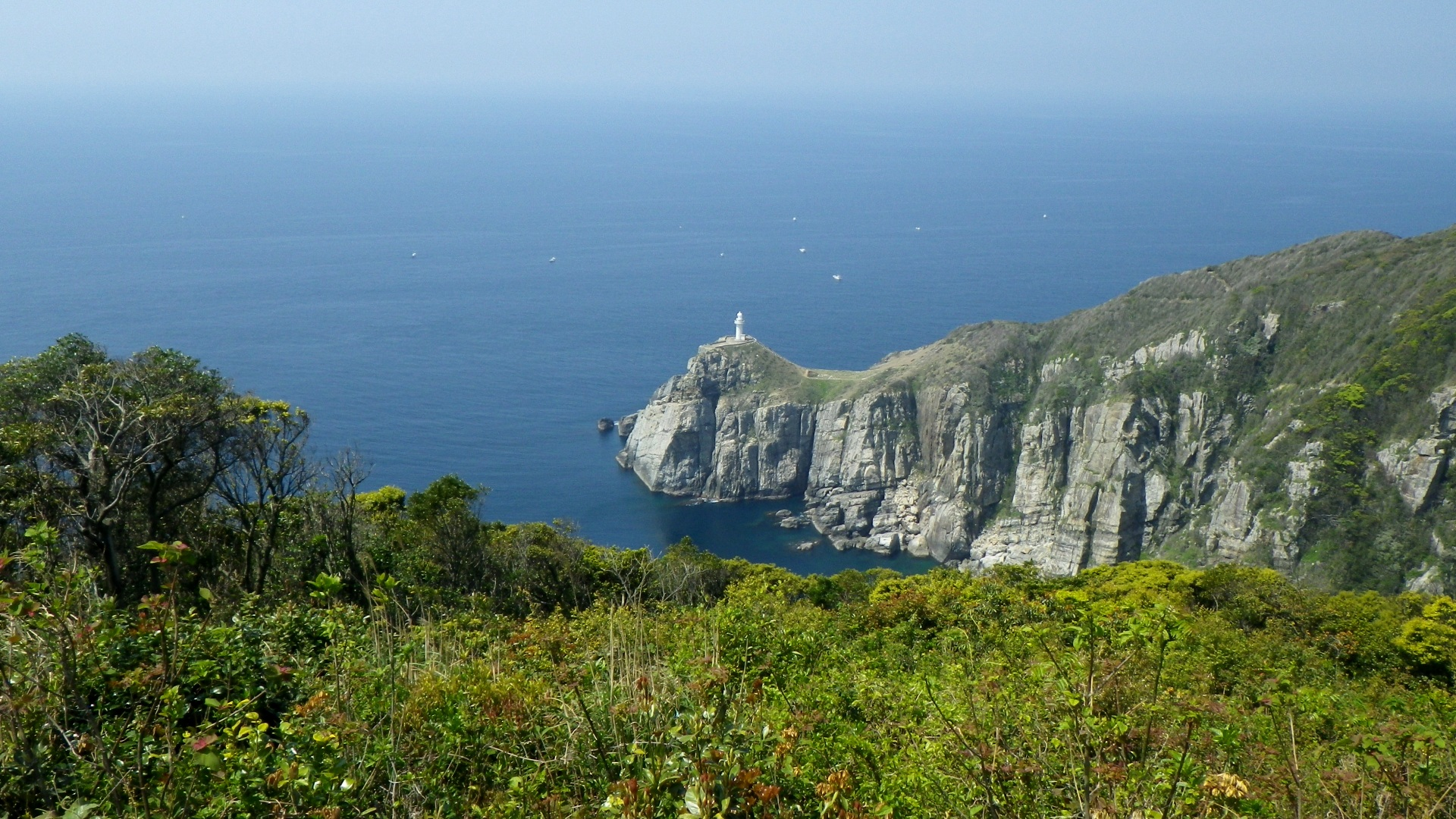
Osezaki fyr på ön Fukue, en av Gotōöarna.
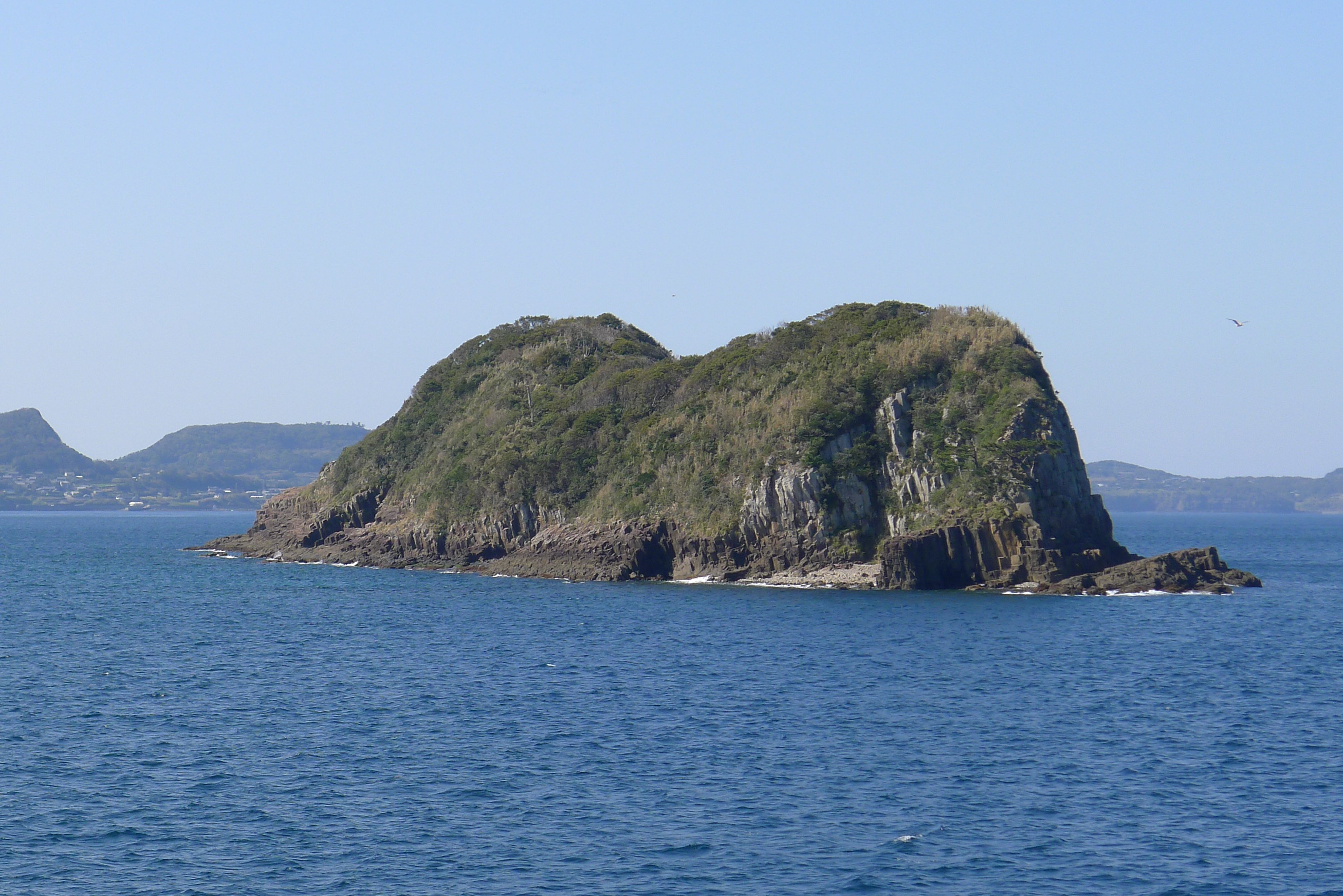
Ön Nakaenoshima, en del av världsarvet gömda kristna platser i Nagasaki.
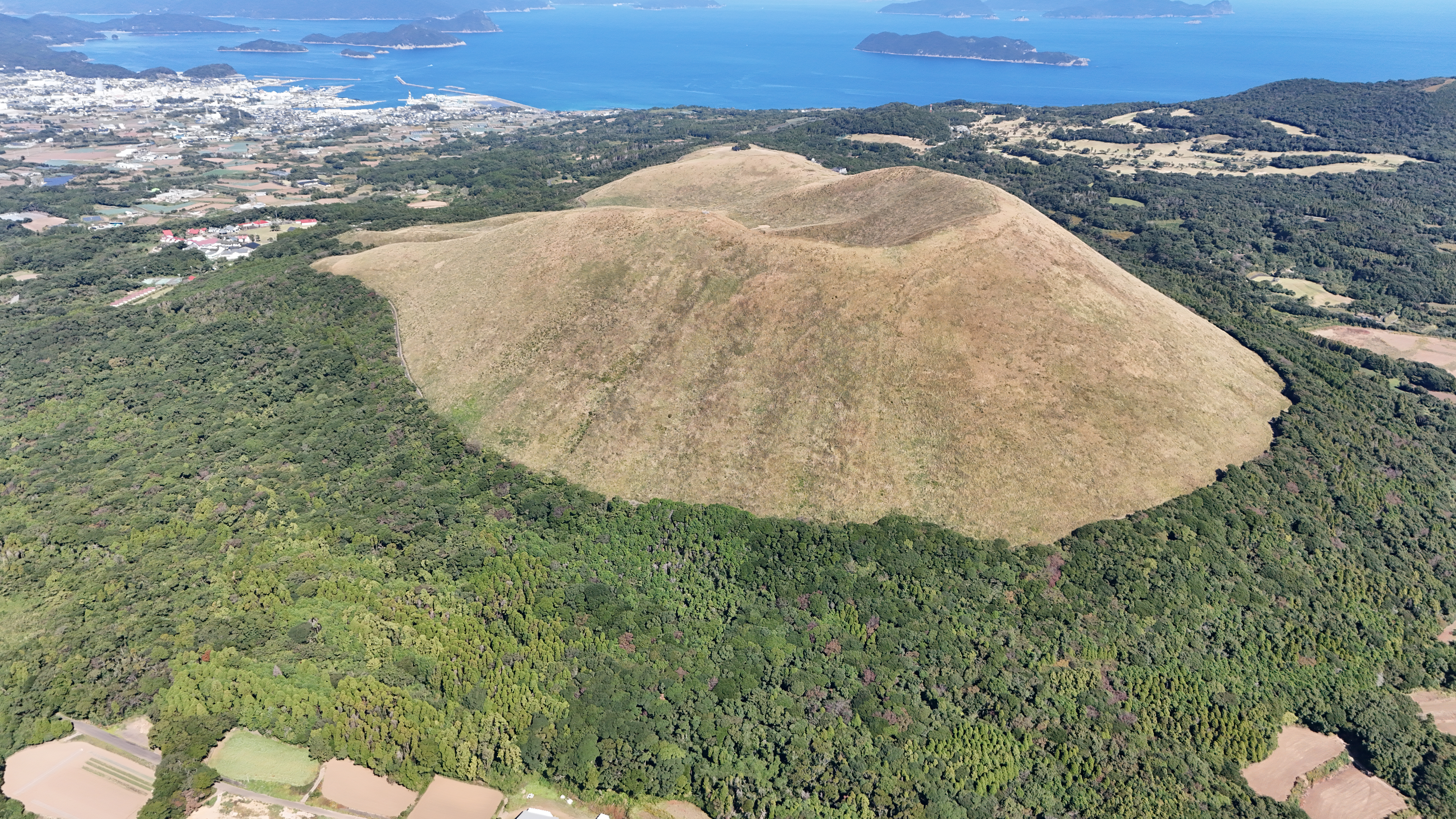
Berget Onidake, som är en vulkan, på ön Fukue. Dess senaste utbrott var för cirka 18 000 år sedan.
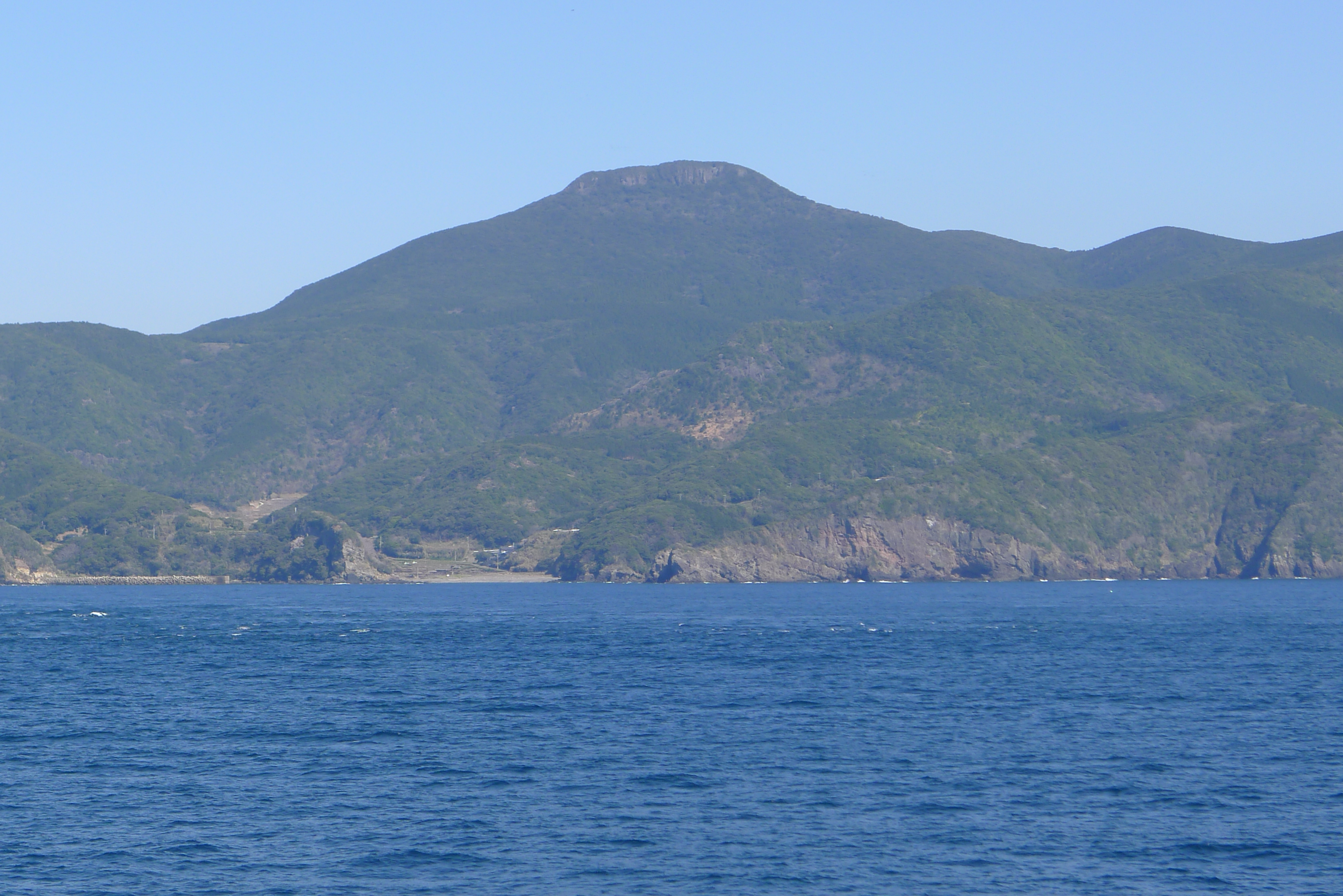
Berget Yasumandake, ett platåberg, på ön Hirado, sett från havet. Berget är en del av världsarvet gömda kristna platser i Nagasaki.